# Plesiolebias canabravensis
Plesiolebias canabravensis är en fiskart som beskrevs av Costa och Nielsen 2007. Plesiolebias canabravensis ingår i släktet Plesiolebias och familjen Rivulidae. Inga underarter finns listade i Catalogue of Life.